# Stöckig - Ruppertshöhe
Stöckig - Ruppertshöhe este o arie protejată (arie specială de conservare — SAC, sit de importanță comunitară — SCI) din Germania întinsă pe o suprafață de 69,55 ha, integral pe uscat.

## Localizare
Centrul sitului Stöckig - Ruppertshöhe este situat la coordonatele 50°49′25″N 9°57′00″E / 50.8236°N 9.95°E.

## Înființare
Situl Stöckig - Ruppertshöhe a fost declarat sit de importanță comunitară în aprilie 1999 pentru a proteja 14 specii de animale. Situl a fost protejat și ca arie specială de conservare în martie 2008.

## Biodiversitate
Situată în ecoregiunea continentală, aria protejată conține 2 habitate naturale: Păduri de fag Luzulo-Fagetum, Păduri de stejar sau de stejar și carpen sub-atlantice și medio-europene de Carpinion betuli.
La baza desemnării sitului se află mai multe specii protejate de  păsări (14): buha (Bubo bubo), porumbel de scorbură (Columba oenas), Columba palumbus palumbus, Corvus monedula, cuc (Cuculus canorus), ciocănitoarea de stejar (Dendrocopos medius), ciocănitoare pestriță mică (Dendrocopos minor), ciocănitoare neagră (Dryocopus martius), Falco peregrinus peregrinus, gaia roșie (Milvus milvus), ciocănitoare verzuie (Picus canus), sitar de pădure (Scolopax rusticola), turturică (Streptopelia turtur), fluierarul de zăvoi (Tringa ochropus).
Pe lângă speciile protejate, pe teritoriul sitului au mai fost identificate 18 specii de plante, 2 specii de păsări, 5 specii de amfibieni, 2 specii de nevertebrate.